# 師玉祐一
師玉 祐一（しだま ゆういち、1981年8月11日 - ）は、バスケットボール選手である。ポジションはフォワード。東京八王子ビートレインズ所属。

## 来歴
世田谷区立弦巻小学校を卒業、世田谷区立駒沢中学校を卒業、東京農業大学第一高校を卒業後、総合学園ヒューマンアカデミー東京校に進学。
卒業後、自由が丘産能短期大学に進学。
卒業後、大分ヒートデビルズに入団。2012年、東京サンレーヴスに移籍。
2017年、埼玉ブロンコスに移籍。
2020年、東京八王子ビートレインズに移籍。
2021年、現役引退とともにサンロッカーズ渋谷U18アシスタントコーチ兼U18/U15/U12トレーニングコーチに就任。

## 経歴
- 東京農業大学第一高校 - 総合学園ヒューマンアカデミー東京校 - 自由が丘産能短期大学 - 大分ヒートデビルズ（bjリーグ） - 東京サンレーヴス（2012 bjリーグ） - 埼玉ブロンコス - 東京八王子ビートレインズ